# 芭芭·雅嘎 (电影)
《芭芭·雅嘎》（義大利語：Baba Yaga）是一部1973年由科拉多·法里納執導的鉛黃電影，改編自圭多·克萊帕斯《瓦伦蒂娜》漫畫系列。該片由卡萝尔·贝克、伊莎貝爾·德·富內斯和喬治·伊士曼主演。故事的主人公是米蘭攝影師瓦伦蒂娜·罗塞利，被一个莫名其妙自称为「芭芭·雅嘎」的中年女子勾引。

## 剧情
年轻的摄影师瓦伦蒂娜·罗塞利晚上参加完派对回家途中，差点被一辆劳斯莱斯汽车撞倒。司机向惊魂未定的她介绍自己是神秘的 「芭芭·雅嘎」（卡萝尔·贝克饰），坚持要载她回家。在路上，芭芭向她解释说，她们的相遇绝非巧合，而是命中注定。她还向瓦伦蒂娜索要一件私人物品，承诺马上就会归还给她。当晚，摄影师就被超现实的噩梦困扰，不过起初她并不在意。
实际上，芭芭是个恶魔般的巫婆，有戀物癖倾向。这位疑似女同性戀试图用超自然力量诱惑瓦伦蒂娜，她成功了。
在她们第一次非自愿的邂逅后不久，看上去颇富有的芭芭到瓦伦蒂娜的公寓拜访。在那里，一台现代中画幅相机引起了她的兴趣，她着迷地触摸了几秒钟。从那时起，这个禄莱相机就让瓦伦蒂娜的生活变得令人不安，还引发了严重的事故。此外，瓦伦蒂娜的色情遐想也愈演愈烈，现实与虚构之间的界限变得模糊不清。与此同时，瓦伦蒂娜全身心投入到可爱的导演阿尔诺身上，不过同时她也被神秘的芭芭·雅嘎所吸引。
某天瓦伦蒂娜短暂回访芭芭·雅嘎半毁的别墅，芭芭送给她一个名叫阿内泰的玩偶作为礼物，玩偶身着轻浮的SM服装。在一次拍照过程中，这个奇怪的玩偶变成了人形，杀死了一位模特儿朋友。不信邪的瓦伦蒂娜再也无法将幻觉与真实经历区分开来，她向朋友阿尔诺倾诉。在芭芭·雅嘎的操纵下，她再次来到芭芭·雅嘎的住所。在这里，女主人向瓦伦蒂娜表露了自己其实是来自另一个世界的人。与此同时，阿尔诺找到了地址并闯入了房子。在幻觉与现实的游戏中，他成功阻止并摧毁了杀人玩偶阿内泰。影片最后，女巫被放逐，瓦伦蒂娜和阿尔诺从赶来的警察口中得知，别墅实际上已空置多年。

### 脚注
1. 1 2 3 4  Curti 2016，第136頁.
2. ↑  . Archivo del Cinema Italiano.   [16 January 2022]. （原始内容存档于2022-05-19） （意大利语）.